# San Juan de Payara
San Juan de Payara ist ein Dorf im venezolanischen Bundesstaat Apure und Verwaltungssitz des Bezirks Municipio Pedro Camejo.
Diese Siedlung wurde im Jahr 1768 vom Priester Jerónimo de Lucena gegründet. Die ersten Einwohner waren Indianer der Yaruros, Warao, Otomaken und Tarapitas.

## Politik
Bei den Wahlen der Nationalversammlung im Jahr 2010 stimmte 67,11 % der Wähler für die Kandidaten der PSUV.